# 미노하라 히로시
미노하라 히로시(일본어: 簑原 宏, 1929년 9월 25일 ~ 1999년 12월 28일)는 일본의 전 프로 야구 선수이다. 후쿠오카현 후쿠오카시 출신이며 현역 시절 포지션은 외야수였다.

## 인물
지쿠시 중학교(현: 후쿠오카 현립 지쿠시가오카 고등학교)를 졸업하고 사회인 야구팀인 서일본 철도, 고쿠테쓰 시메 광업소를 거쳐 1950년 난카이 호크스에 입단했다. 프로 1년째부터 돌연 주전 중견수 자리를 차지하여 1번 타자로서 활약했다. 그 이듬해인 1951년 이후에도 난카이의 중심 타자로서 활약하는 등 세 차례의 리그 우승을 경험했고 요미우리 자이언츠와 맞붙은 1953년 일본 시리즈에서는 팀이 2승 1무 4패의 성적을 기록하여 우승은 놓쳤지만 일본 시리즈 감투상을 수상했다. 1955년 도에이 플라이어스로 이적, 도에이에서는 4번 타자로 활약했다. 1956년에도 4번 타자로서 활약하지만 그 해를 끝으로 현역에서 은퇴했다.
이후에는 RKB 마이니치 방송에서 오랫동안 야구 해설자를 맡았고 1999년 12월 28일에 심근 경색으로 사망했다(향년 70세).

## 상세 정보

### 출신 학교
- 지쿠시 중학교(현: 후쿠오카 현립 지쿠시가오카 고등학교)

### 선수 경력
- 서일본 철도
- 고쿠테쓰 시메 광업소
- 난카이 호크스(1950 ~ 1954)
- 도에이 플라이어스(1955 ~ 1956)

### 수상·타이틀 경력
- 일본 시리즈 감투상 : 1회(1953년)

### 등번호
- 6(1950년 ~ 1951년, 1953년 ~ 1954년)
- 5(1952년)
- 7(1955년 ~ 1956년)

### 연도별 타격 성적
| 연 도      | 소 속      | 경 기 | 타 석 | 타 수 | 득 점 | 안 타 | 2 루 타 | 3 루 타 | 홈 런 | 루 타 | 타 점 | 도 루 | 도 루 자 | 희 생 번 | 희 생 플 | 볼 넷 | 고 4 | 사 구 | 삼 진 | 병 살 타 | 타 율 | 출 루 율 | 장 타 율 | O P S |
| ---------- | ---------- | ----- | ----- | ----- | ----- | ----- | ------- | ------- | ----- | ----- | ----- | ----- | -------- | -------- | -------- | ----- | ---- | ----- | ----- | -------- | ----- | -------- | -------- | ----- |
| 1950년     | 난카이     | 108   | 233   | 206   | 35    | 46    | 7       | 1       | 4     | 67    | 19    | 8     | 3        | 1        | --       | 23    | --   | 2     | 25    | 5        | .223  | .307     | .325     | .633  |
| 1951년     | 난카이     | 94    | 122   | 109   | 10    | 28    | 3       | 1       | 1     | 36    | 10    | 3     | 3        | 2        | --       | 11    | --   | 0     | 14    | 5        | .257  | .325     | .330     | .655  |
| 1952년     | 난카이     | 116   | 308   | 282   | 26    | 76    | 8       | 2       | 8     | 112   | 39    | 12    | 6        | 7        | --       | 19    | --   | 0     | 34    | 5        | .270  | .316     | .397     | .713  |
| 1953년     | 난카이     | 94    | 256   | 236   | 19    | 52    | 11      | 1       | 3     | 74    | 26    | 3     | 3        | 5        | --       | 14    | --   | 1     | 25    | 3        | .220  | .267     | .314     | .580  |
| 1954년     | 난카이     | 116   | 294   | 268   | 20    | 64    | 11      | 1       | 6     | 95    | 41    | 4     | 1        | 1        | 2        | 22    | --   | 1     | 31    | 6        | .239  | .299     | .354     | .653  |
| 1955년     | 도에이     | 135   | 475   | 409   | 36    | 93    | 15      | 2       | 15    | 157   | 59    | 5     | 5        | 6        | 6        | 51    | 2    | 0     | 65    | 15       | .227  | .313     | .384     | .697  |
| 1956년     | 도에이     | 139   | 474   | 422   | 33    | 102   | 18      | 1       | 7     | 143   | 41    | 14    | 7        | 6        | 3        | 40    | 0    | 3     | 76    | 14       | .242  | .312     | .339     | .651  |
| 통산 : 7년 | 통산 : 7년 | 802   | 2162  | 1932  | 179   | 461   | 73      | 9       | 44    | 684   | 235   | 49    | 28       | 28       | 11       | 180   | 2    | 7     | 270   | 53       | .239  | .306     | .354     | .660  |